# Anàlisi del discurs
L'anàlisi del discurs és una pràctica interpretativa i una disciplina que, si bé va sorgir dins de la lingüística, s'ha constituït en un camp acadèmic interdisciplinari. Les investigacions d'aquesta disciplina, preocupades per entendre el llenguatge en ús, estudien sistemàticament el discurs escrit, oral i audiovisual. L'anàlisi del discurs s'ha desenvolupat en diferents països des de diferents perspectives, tals com l'escola francesa, l'anàlisi crítica del discurs (ACD), l'anàlisi feminista crítica del discurs (AFCD), l'anàlisi multimodal, l'anàlisi de la conversa, entre d'altres. Totes aquestes disciplines s'agrupen en el vast camp dels Estudis del discurs.

## Definicions
L'anàlisi del discurs és una subdisciplina de la lingüística i la sociologia que s'ha definit de diverses maneres, segons l'autor que es consulte. Es destaquen les aportacions de:
- Walizer i Wienir (1978): "Qualsevol procediment sistemàtic ideat per a examinar el contingut d'una informació arxivada".
- Krippendorf (1980): "Tècnica d'investigació capaç d'efectuar inferències vàlides i estables a partir d'unes dades entorn del seu context".
- Kerlinger (1986): "L'anàlisi del contingut és un mètode d'estudi i anàlisi de comunicació de manera sistemàtica, objectiva i quantitativa, amb la finalitat de mesurar determinades variables". Dins aquesta definició cal destacar-ne tres termes:

1. Sistemàtic: fa referència a les regles explícites i estables que ha de contindre l'anàlisi del discurs. Aquest mètode fa servir un únic criteri d'avaluació, de manera que diverses anàlisis sobre el mateix tema han de conduir a la mateixa conclusió.
2. Objectiu: s'ha de comptar amb regles precises que busquen una anàlisi que no incloga l'opinió de l'investigador. Encara que aquest és subjectiu a l'hora de triar el tema i l'enfocament, no ha d'introduir judicis de valor en l'anàlisi.
3. Quantitatiu: s'ha de comptar amb moltes mostres perquè que l'anàlisi siga una vertadera representació precisa del conjunt de missatges estudiats.

## Història
Va sorgir als anys 60 com a corrent autònom, centrat sobretot en les relacions de poder que es transmetien amb el llenguatge. Usa l'etnografia i instruments de la semiòtica i la sociologia per extreure conclusions sobre la configuració del discurs. Alguns dels autors més famosos d'aquesta tendència són Michel Foucault o Van Dijk.
El primer lingüista modern que va començar l'estudi de la relació de les condemnes i va conceptualitzar el nom d'anàlisi del discurs, que després es va denotar en una branca de la lingüística aplicada, va ser Zellig Harris. El seu mètode consistia a utilitzar un criteri de la distribució complementària com es realitza en el camp de la fonologia, i pren processos de la lingüística descriptiva enfocant també en les connexions entre la situació social i l'ús lingüístic. L'anàlisi del discurs com a disciplina independent va aparèixer als anys 1960 i 1970, juntament amb altres disciplines i en diversos països al mateix temps: l'antropologia, la lingüística, la filosofia, la poètica, la sociologia, la psicologia cognitiva i social, la història i les ciències de la comunicació (1). El desenvolupament de l'anàlisi del discurs va ser paral·lel a l'emergència d'altres transdisciplines, com la semiòtica o semiologia, la pragmàtica, la sociolingüística, la psicolingüística, la socioepistemologia i l'etnografia de la comunicació. En els últims anys, ha crescut la importància de l'anàlisi del discurs com a aproximació qualitativa a les ciències humanes i socials.
Van Dijk (1992) suggereix que, en tots els nivells del discurs, podem trobar "empremtes del context". Aquestes empremtes o indicis permeten entreveure característiques socials dels participants, com ara el sexe, la classe, l'etnicitat, l'edat, l'origen, la posició i altres formes de pertinença grupal. A més, sosté que els contextos socials són canviants i, com a usuaris d'una llengua, seguim passivament els dictats de grup, societat o cultura.

## Perspectives
Segons la perspectiva del discurs (com a text, estructura verbal, procés mental, acció, interacció o conversa), hi ha moltes línies en l'anàlisi del discurs, com la gramàtica del text, l'anàlisi de la conversa, la psicologia del processament de text, la psicologia discursiva (una tendència d'origen britànic en la psicologia social), l'estilística, la retòrica, la ideologia, l'anàlisi de l'argumentació, l'anàlisi de la narració, la teoria de gèneres, entre molts d'altres més. L'anàlisi crítica del discurs és una perspectiva especial que pren posició política i analitza el paper del discurs en la reproducció de la dominació (com l'abús de poder), així com en la resistència contra la dominació.
Habitualment, fem servir el text com a perspectiva per a una anàlisi de discurs, perquè el text és una part real del llenguatge; si partim d'un text, podem analitzar-ne les estructures verbals, l'anàlisi de conversa, l'anàlisi d'argumentació, perquè si partim d'un text és més precís detallar una anàlisi i tenir-ne una descripció detallada de cada estructura.

## Mètodes
Els mètodes de l'anàlisi del discurs són en general qualitatius: descripció detallada de les estructures i estratègies dels discursos escrits o parlats, a molt nivells: sons i estructures visuals i multimèdia, la sintaxi (estructures formals de les oracions), la semàntica (les estructures del sentit i de la referència), la pragmàtica (els actes de parla, la cortesia, etc.), la interacció i la conversa, els processos i les representacions mentals de la producció i de la comprensió del discurs i les relacions de totes aquestes estructures amb els contextos socials, polítics, històrics i culturals. En aquest sentit, l'anàlisi del discurs es diferencia de l'anàlisi del contingut en el fet que aquest és un mètode més aviat quantitatiu de les ciències socials, que s'aplica a grans quantitats de textos, per exemple amb una codificació de propietats observables dels textos.

## Tipus o estils d'estudis del discurs
Dins les disciplines i entre aquestes, hi ha molts tipus o estils per a realitzar anàlisis del discurs:

### Analiticolingüístic
Una aproximació, que es podria anomenar analítica, té la seva inspiració principal en la lingüística i és més explícita, sistemàtica i d'escriptura en general més accessible que la perspectiva filosòfica. Aquí s'estudia sistemàticament i de manera molt detallada les estructures del discurs com a objecte verbal (text, argumentació, narració), com per exemple, els temes, la coherència local i global, els pronoms, l'estil, etc. Els noms més destacats en aquesta línia molt diversa (i d'origen sobretot europeu) són: Teun A. van Dijk, Ruth Wodak, Michael Halliday, Wallace Chafe, János Petöfi, Wolfgang Dressler, Robert de Beaugrande, Talmy Givón, Sandra Thompson, Robert Longacre, John Sinclair, Malcolm Coulthard, Petr Sgall i Frans van Eemeren.

### Anàlisi de la conversa
Una altra línia més aviat analítica, que va sorgir de la microsociologia i l'etnometodologia, sobretot als Estats Units, remarca el discurs com a interacció, primer en l'anàlisi detallada de les estructures i estratègies de la conversa quotidiana, i després també de les interaccions verbals en les institucions i organitzacions. Aquesta línia, que es coneix sobretot com a anàlisi de la conversa, té moltes relacions amb la pragmàtica, la sociolingüística interactiva, la psicologia discursiva (dins de la psicologia social) i la línia de l'etnografia de la comunicació a l'antropologia. Alguns dels analistes més prominents de la conversa són, entre d'altres, Erving Goffman, Harvey Sacks, Emmanuel Schegloff, Gail Jefferson, John Heritage, Paul Drew, Paul ten Have, Charles i Marjorie Goodwin, i Douglas Maynard. Respecte de l'etnografia i l'antropologia, destaquen sobretot: Dell Hymes, John Gumperz, Elinor Ochs i Sandro Duranti. I en la pragmàtica del discurs i de la conversa, Jef Verschueren, Jan Blommaert i Stephen Levinson. D'una altra perspectiva també: Deborah Tannen i Deborah Schiffrin. En psicologia discursiva: Michael Billig, Jonathan Potter, Pedro Aguilar i Derek Edwards.

### Psicologia cognitiva
Inspirada per les complexitats de l'"aprenentatge humà" i/o "l'adquisició del coneixement" (fonaments epistemològics) (Audi, l998), a l'inici dels anys 70 sorgeix un corrent d'investigació en l'estudi o el rol que exerceixen els "processos mentals" (atenció, memòria, percepció, concentració, solució de problemes, etc.) en el procés de comprensió de "textos" i en un marc que posteriorment coneixem com "ciència cognitiva".
En la psicologia cognitiva, l'estudi del discurs és, en general, experimental (de laboratori) i tracta sobre les estratègies i representacions mentals de la producció, la comprensió, la memorització i la recuperació del discurs o de la seva informació. Explica, per exemple, allò que normalment memoritzem i oblidem després de llegir un text -o allò que fa que la producció o la comprensió sigui més fàcil o més difícil. Aquesta perspectiva relaciona els processos de producció o de comprensió amb una anàlisi explícita del rol crucial del coneixement sociocultural compartit entre la comunicació i la interacció. Una de les nocions que s'han utilitzat amb molt d'èxit en aquesta línia és la noció de model mental -una representació de la memòria a llarg termini sobre la situació o els esdeveniments als quals es refereix un discurs. En aquest sentit, comprendre un discurs vol dir poder construir un model mental del referent del discurs: un fragment del món real o ficcional.
Les figures més prominents en aquesta àrea són: Walter Kintsch, Teun A. van Dijk, Art Graesser, Mary Ann Gernsbacher i Tom Trabasso.

### Intel·ligència artificial-informàtica
Relacionades amb la psicologia cognitiva i les ciències cognitives en general, però també amb la gramàtica formal i la lògica, trobem les línies de la informàtica del discurs, com a intel·ligència artificial. Aquí trobem programes que simulen la producció, la comprensió, la traducció, etc., del discurs i es representen els coneixements (generals o especialitzats) que el programa necessita per a aquests processos. L'interès dels investigadors és el de construir màquines que siguin agents intel·ligents, capaces d'adaptar-se a les circumstàncies i les fites, amb capacitats humanes.
Entre les capacitats humanes que involucren les facultats intel·lectuals que s'han desenvolupat, la més rellevant és la de dialogar en una llengua verbal i una de les seves característiques és poder extreure el sentit a missatges contradictoris o ambigus. Uns científics importants en aquesta àrea són: Bonnie Lynn Webber, Barbara Grosz i Roger Schank.

### Anàlisi crítica del discurs
L'anàlisi crítica del discurs (ACD) se situa en qualsevol de les altres aproximacions esmentades, però ho fa des d'una perspectiva social, política i crítica, posant èmfasi en com el discurs s'utilitza i abusa per establir, legitimar o exercir -i resistir- el poder i la dominació. S'interessa sobretot per l'anàlisi del racisme, el sexisme, el classisme i la pobresa, i es relaciona amb moviments socials, com el feminisme, el pacifisme, l'ecologisme, l'antiglobalització, etc. L'anàlisi crítica del discurs no té mètodes fixos, sinó que fa servir els millors mètodes adequats en el plantejament i l'anàlisi dels problemes socials, que són el seu objectiu principal. Els noms més coneguts de l'anàlisi crítica del discurs són: Roger Fowler, Michel Pêcheux, Norman Fairclough, Ruth Wodak, Luisa Martín Rojo, Teun A. van Dijk, Theo van Leeuwen, Gunther Kress i Paul Chilton.

#### Tipus d'anàlisi del contingut del discurs
Els autors especialitzats Juan A. Gaitán i José L. Piñuel mostren algunes diferències a l'hora d'analitzar el contingut d'un discurs, segons es tinga en compte:
- Objectius de la investigació. Presenta diverses variables:
  - Anàlisi exploratòria: projecta l'aproximació al disseny definitiu d'una investigació.
  - Anàlisi descriptiva: identificació i comprovació de la realitat empírica.
  - Anàlisi verificativa i explicativa: diferències sobre l'origen, naturalesa, funcionament i efectes dels productes comunicatius.
- Fonts del material d'anàlisi. Poden ser-ne de tres tipus:
  - Primàries: obtenció de la informació de primera mà, de manera directa.
  - Secundàries: consulta de textos que contenen informació primària.
  - Terciàries: compendis de textos secundaris.
- Disseny de la investigació. Presenta les variables següents:
  - Horitzontals: es valen d'un corpus documental extens.
  - Verticals: corpus reduït o d'un sol cas.
  - Transversals: corpus que presenten diferents punts de vista.
  - Longitudinals: anàlisi de corpus en determinats moments de la seva trajectòria.
  - Triangulars: recollida i comparació de diverses postures.
- Paràmetres d'evolució. N'existeixen dues variables:
  - Quantitatius: preval el nombre de mostres estudiades.
  - Qualitatius: es posa l'èmfasi en la veracitat de les mostres.

#### Fases
Per dur a terme una anàlisi de contingut, s'han de seguir les fases que proposen Roger D. Wimmer i Joseph R. Dominick. Malgrat que s'hi estableix un ordre, l'anàlisi podrà realitzar-se combinant els primers passos que portaran a una correcta conclusió.
1. Formulació d'hipòtesi: definir un objectiu final clarament articulat.
2. Definició de la població d'anàlisi: delimitar l'univers documental que s'estudiarà.
3. Selecció d'una mostra adequada: incloure en la població una referència de cada element mediàtic per tal d'aconseguir-ne una representació fidedigna.
4. Elecció i definició de les unitats d'anàlisi: descripció detallada dels elements a analitzar.
5. Construcció de les categories d'anàlisi: establir una jerarquia de categories excloent, exhaustiva i fiable que englobi tots els elements.
6. Determinació d'un sistema de quantificació: fixació d'un criteri de mesura de les dades, que pot ser de tipus nominal (es comptabilitza el nombre de vegades que apareix la mostra), d'interval (elaboració d'escales) i de raó (qüestions espaciotemporals, com minuts d'aparició, nombre de caràcters en una columna, etc.).
7. Codificació del contingut: cadascuna de les unitats estudiades ha d'aparèixer dins d'alguna de les categories ja establertes.
8. Interpretació dels resultats: anàlisi de les conclusions a les quals s'ha arribat i comprovació de la hipòtesi que obria el treball.

#### Aproximacions a l'anàlisi del discurs. Text o context?
Segons la importància que li donem al context, podem distingir, d'entrada, dues aproximacions a l'anàlisi del discurs:
- L'endotextual, en què el text és la realitat. Per tant, se centra únicament en els elements que es troben dins del text (l'estructura, la sintaxi, les relacions amb altres texts...), sense atendre a la història, biografia de l'autor, ni altres tipus d'informació contextual. Així, la interpretació del text queda emmarcada dins els límits d'aquest, de manera que el lector esdevé una mena de “reescriptor” del text, en tant que el llegeix segons ell mateix i els seus propis processos més que no pas els de l'autor del text.
- En l'aproximació exotextual, en canvi, es té en compte la relació entre la història, el text i el context. De manera que tant la producció com l'explicació d'una història esdevé una història en si mateixa, en tant que el context és sempre diferent.

En el primer cas, sembla que sempre hi ha manca d'informació, i pel que fa al segon, es fa difícil determinar-ne quina prioritzem a l'hora de fer l'anàlisi.
Una tercera aproximació seria la diatextual, que planteja la combinació de les dues anteriors, proposada per David Barry, Brigid Carroll i Hans Hansen i que consisteix a establir un diàleg entre ambdós punts de vista en una seqüència de tres fases que es retroalimenten:
1. Fase analítica: es completa l'anàlisi endotextual i exotextual, per separat.
2. Fase de diàleg: s'estableix un diàleg especulatiu entre ambdós.
3. Fase de transició: es construeixen noves interpretacions i direccions d'anàlisi.

### Aplicacions
Totes aquestes línies o estils de l'anàlisi del discurs tenen una dimensió més aviat teòrica, una dimensió descriptiva, analítica i una dimensió aplicada. Les aplicacions de l'anàlisi del discurs es poden trobar en totes les àrees de la societat, com en els mitjans de comunicació (estudi dels efectes), l'educació (els textos escolars, la interacció a l'aula, l'aprenentatge de les llengües), la publicitat i la propaganda, la política i la salut (per a l'anàlisi dels trastorns del llenguatge i de la comunicació).
Segons Roger D. Wimmer i Joseph R. Dominick, l'anàlisi del contingut aplicada als mitjans de comunicació permet: 
- La descripció dels components d'una informació: consisteix a seguir l'evolució d'un determinat aspecte informatiu al llarg d'un període establert.
- La comprovació de les hipòtesis: l'anàlisi del contingut ajudarà a comprovar la veracitat de la hipòtesi generada abans de la investigació.
- La comparació del contingut dels mitjans amb el món real: la imatge que reflecteix el discurs analitzat s'ha de sotmetre a una verificació per determinar si és vertadera, falsa o conté quelcom d'incorrecte.
- L'evolució de la imatge de grups socials concrets: s'ha de comprovar quina imatge donen els mitjans sobre determinats grups socials amb l'objectiu d'establir si aquest tractament és o no correcte.
- Fixar un punt de partida per a l'estudi dels efectes dels mitjans: s'estableix un període en què es portarà a terme un recull exhaustiu de dades i un altre període per realitzar l'anàlisi dels efectes que ha produït el missatge sobre l'audiència.

## Crítica
Es qüestiona l'anàlisi del discurs pel seu relativisme i per patir de la finalitat pragmàtica. Respecte de la primera crítica, se li fa perquè depèn de quina perspectiva discursiva es prengui, un mateix objecte d'estudi pot representar diferents evidències de diferents processos discursius no estrictament relacionats entre si. Pel que fa a la seva manca d'utilitat, es critica aquesta disciplina perquè no aporta cap conclusió, eina o teoria de valor per al desenvolupament científic de la lingüística. Com que basa les conclusions de les experiències en les observacions teòriques i en la subjectivitat dels propòsits de l'investigador, difícilment arriben aquestes a proporcionar aportacions significatives per definir què és el discurs o com opera la llengua, i molt menys per explicar les regles immanents del llenguatge. A més, com que molts dels analistes del discurs estan més pendents de les regularitats que de les regles de la llengua, fracassen en la seva comesa d'atorgar seriositat científica als seus estudis, que en diversos casos corren el risc de caure en el pou de les vacuïtats i els disbarats pseudometafísics.